# Radelchi I di Benevento
Radelchi I (791 circa – 851) è stato un principe longobardo, tesoriere e poi principe di Benevento dall'839 alla morte.

## Biografia
Radelchi assunse il trono dopo l'assassinio del principe Sicardo, tuttavia il principato beneventano perse buona parte dei suoi territori, che andarono a costituire il Principato di Salerno, governato dal fratello di Sicardo, Siconolfo, aiutato dal conte di Capua, Landolfo I e da Guaiferio. Con l'acclamazione di Siconolfo ebbe inizio una più che decennale guerra civile che sconvolse il principato e portò alla divisione in due parti del suo vasto territorio, corrispondente alla cosiddetta Langobardia Minor. 
Nell'841 Radelchi ottenne l'aiuto dei mercenari saraceni, come aveva fatto quattro anni prima il duca Andrea II di Napoli. Alle scorrerie dei soldati musulmani, che saccheggiarono la città di Capua e costrinsero Landolfo il Vecchio a fondare una nuova capitale nei pressi della collina di Triflisco, rispose Siconolfo, che pagò a sua volta truppe di mercenari saraceni per contrastare le offensive di Radelchi. I due principi cristiani e i loro guerrieri musulmani provocarono ovunque saccheggi e devastazioni, attirandosi la collera del re d'Italia Ludovico II. Incoronato co-imperatore nell'850, Ludovico si dedicò subito alla pacificazione dei longobardi del sud Italia, costringendo Radelchi e Siconolfo a siglare un accordo di pace nell'851. Il capitolare servì a ratificare ufficialmente, sotto l'autorità del sovrano carolingio, l'accordo di massima già intervenuto fra i due rivali. Esso stabiliva che il vasto territorio beneventano fosse diviso in due parti: il principato di Benevento, notevolmente ridotto, restò a Radelchi; a Siconolfo fu riconosciuto il dominio sulle restanti regioni, che costituirono il principato di Salerno. Inoltre, Ludovico espulse da Benevento i guerrieri saraceni dell'Emirato di Bari. 
Dopo la divisione, Radelchi visse appena pochi mesi e il suo trono fu ereditato dal figlio Radelgardo.